# Droga wojewódzka nr 695
Droga wojewódzka nr 695 (DW695) – droga wojewódzka w województwie mazowieckim o długości 7 km łącząca Kosów Lacki z Ceranowem. Droga w całości przebiega przez teren powiatu sokołowskiego (gminy: Kosów Lacki oraz Ceranów).

## Miejscowości leżące przy trasie DW695
- Kosów Lacki (DW627)
- Olszew
- Ceranów (DK63)